# Laurel Canyon

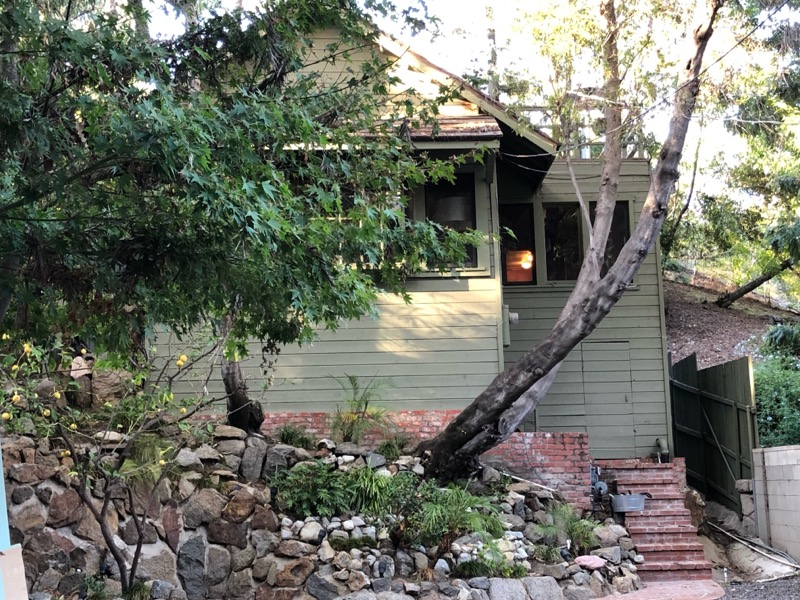
Laurel Canyon, 8217 Lookout Mountain Avenue, Joni Mitchells Haus 1969 bis 1974 (2022)

Laurel Canyon ist eine Schlucht in den Hollywood Hills, einem Villenviertel in Los Angeles, Kalifornien. Sie wurde in zahlreichen Filmen, Romanen und Liedern über Los Angeles erwähnt, darunter im Filmdrama Laurel Canyon (2002). Der Name geht vermutlich auf den dort wachsenden Kalifornischen Lorbeer (Umbellularia californica) zurück, der im Englischen auch California bay laurel genannt wird. Die Santa Monica Mountains steigen über dem bekannten Stadtviertel Hollywood auf, der Canyon wird durch den Laurel Canyon Boulevard erschlossen.
Auch Joni Mitchell, die dort mehrere Jahre lebte, bezieht sich darauf mit dem Titel ihres Albums Ladies of the Canyon bzw. mit dem gleichnamigen Song (1970), ebenso The Mamas and the Papas in ihrem Song Twelve Thirty (Young Girls Are Coming to the Canyon) (1967). John Mayall widmete dem Canyon sein Album Blues from Laurel Canyon (1968). Jackie DeShannon nannte eines ihrer Alben schlicht Laurel Canyon (1968). Weitere musikalische Huldigungen sind das Album Canyon Songs der deutschen Jazzsängerin Lisa Bassenge (2015) und das Instrumentalstück Laurel Canyon auf der CD Mia Brentano’s American Diary (2024).

## Geschichte

Der Trackless Trolley im Laurel Canyon war der erste Oberleitungsbus in den USA

Ursprünglich vom Volk der Tongva bewohnt, entwickelte sich Laurel Canyon im 20. Jahrhundert zu einer beliebten Wohngegend für Prominente aus Los Angeles und sie fand zugleich Eingang in die Literatur. In Raymond Chandlers Kriminalroman Der lange Abschied (1954) hat Philip Marlowe dort in der Yucca Avenue eines der für die Gegend typischen Häuser gemietet, das Chandler wie folgt beschreibt: „Es war ein kleines Haus in einer Sackgasse, an einem Hang gelegen, und zur Eingangstür führte eine lange Treppe aus Rotholzstufen hinauf; gegenüber lag ein Hain von Eukalyptusbäumen.“
In den 1960er Jahren entdeckten zahlreiche Rockmusiker das Viertel. Dieser Aspekt wird in der Arte-Doku Laurel Canyon von 2020 ausführlich dargestellt, in der das Zusammenleben in der Wohngegend Laurel Canyon als eine Art gelebte Hippie-Utopie gezeigt wird.
Am 14. Dezember 1962 wurden beim Absturz einer Lockheed Super Constellation in das Wohngebiet 29 Gebäude beschädigt und alle fünf Personen an Bord sowie drei Anwohner getötet.
Am 1. Juli 1981 wurden in dem Haus 8763 Wonderland Avenue vier Menschen grausam ermordet, die als Wonderland-Morde (englisch Wonderland murders) bekannt wurden. Tatverdächtig war zunächst der Pornodarsteller John Holmes, der jedoch 1982 freigesprochen wurde. Die Ereignisse wurden in dem Film Wonderland mit Val Kilmer als Holmes dargestellt.

## Berühmte Bewohner
- Jennifer Aniston (* 1969), Schauspielerin, Filmproduzentin und Regisseurin
- Christina Applegate (* 1971), Schauspielerin und Filmproduzentin
- Joe Bonamassa (* 1977), Blues- und Bluesrock-Gitarrist, Sänger und Komponist
- Jackson Browne (* 1948), Rockmusiker und Singer-Songwriter
- Eric Burdon (* 1941), Rockmusiker
- Movita Castaneda (1916–2015), Filmschauspielerin, Ehefrau von Marlon Brando
- David Crosby (1941–2023), Singer-Songwriter
- Cass Elliot (1941–1974), Sängerin
- Errol Flynn (1909–1959), Filmschauspieler
- John Frusciante (* 1970), Gitarrist
- Werner Herzog (* 1942), Regisseur, Produzent, Schauspieler und Schriftsteller
- Chris Hillman (* 1944), Musiker
- Niall Horan (* 1993), Singer-Songwriter und Gitarrist
- Carole King (* 1942), Sängerin, Songschreiberin und Pianistin
- Lykke Li (* 1986), Sängerin
- Roger McGuinn (* 1942), Sänger, Gitarrist, Songwriter
- Ray Manzarek (1939–2013), Musiker und Schriftsteller
- John Mayall (1933–2024), Musiker
- Joni Mitchell (* 1943), Musikerin und Malerin
- Robert Mitchum (1917–1997), Schauspieler
- Keith Moon (1946–1978), Musiker
- Jim Morrison (1943–1971), Sänger, Songwriter und Lyriker
- Graham Nash (* 1942), Sänger und Songwriter
- Gram Parsons (1947–1973), Sänger, Gitarrist, Songwriter
- Iggy Pop (* 1947), Sänger, Gitarrist, Komponist, Schlagzeuger und Schauspieler
- The Rolling Stones, britische Rockband (Herbst 1970 in der Villa von Stephen Stills)
- Linda Ronstadt (* 1946), Country-Rock-Sängerin
- Slash (* 1965), Rockmusiker
- J. D. Souther (1945–2024), Singer-Songwriter
- Stephen Stills (* 1945), Singer-Songwriter
- Danny Sugerman (1954–2005), Musikmanager
- Rufus Wainwright (* 1973), Sänger und Songwriter, Komponist
- Orson Welles (1915–1985), Filmregisseur, Schauspieler und Autor
- Vito Paulekas (1913–1992)
- Frank Zappa (1940–1993), Komponist und Musiker
- Neil Young (* 1945), Rockmusiker[3]

## Filme
- Laurel Canyon: A Place in Time. Dokumentarfilm, USA, 2020, 80 Min., Teil 1 & 79 Min., Teil 2, Buch und Regie: Alison Ellwood, Produktion: Amblin Television, Jigsaw Productions, deutsche Erstsendung: 9. November 2020 bei arte, Inhaltsangabe von arte. (Memento vom 1. November 2020 im Internet Archive), Laurel Canyon - Offizielle Vorschau, 1:05 Min.
- Laurel Canyon. Spielfilmdrama, USA, 2002, 103 Min., Buch und Regie: Lisa Cholodenko, Produktion: Sony Pictures Classics, Good Machine, Kinostart: 28. März 2003 in den USA, Laurel Canyon bei IMDb.